# Plaque du Capricorne
La plaque du Capricorne est une plaque tectonique tertiaire de la lithosphère de la planète Terre se trouvant sous l'océan Indien dans les hémisphères sud et est.
La théorie originale de la tectonique des plaques telle qu'acceptée par la communauté scientifique dans les années 1960 considère les plaques comme totalement rigides avec des frontières distinctes et limitées. Cependant des recherches à la fin du XXe siècle et début du XXIe siècle suggèrent que certaines jonctions de plaques sont diffuses sur plusieurs douzaines voire centaines de kilomètres. La plaque du Capricorne est un morceau relativement rigide de croûte océanique le long de la limite occidentale de l'ancienne plaque indo-australienne qu'elle formait avec la plaque indienne et la plaque australienne. Des études récentes suggèrent que la plaque du Capricorne aurait commencé sa séparation des deux autres plaques entre 18 et 8 Ma le long d'une frontière longue et diffuse.